# Anatolij Ivanišin
Anatolij Aleksejevič Ivanišin (in russo Анатолий Алексеевич Иванишин?; Irkutsk, 15 gennaio 1969) è un cosmonauta russo che ha partecipato a tre missioni di lunga durata sulla ISS (Expedition 29/30, Expedition 49/50 e Expedition 63).

## Biografia

### Istruzione e carriera militare
Nel 1987 entrò nella Scuola militare di aviazione di Černigov, diplomandosi nel 1991. Nello stesso anno prese servizio nell'Aeronautica militare sovietica come pilota nel 159º reggimento con base a Petrozavodsk, in Karelia, pilotando gli aerei MiG-29 e Su-27. Si laureò nel 2003 all'Università di Mosca in Economia, statistica e teoria dell'informazione. Nel 2012 si congedò dall'Aeronautica con il grado di Colonnello e pilota militare di 3ª classe, accumulando oltre 550 ore di volo.

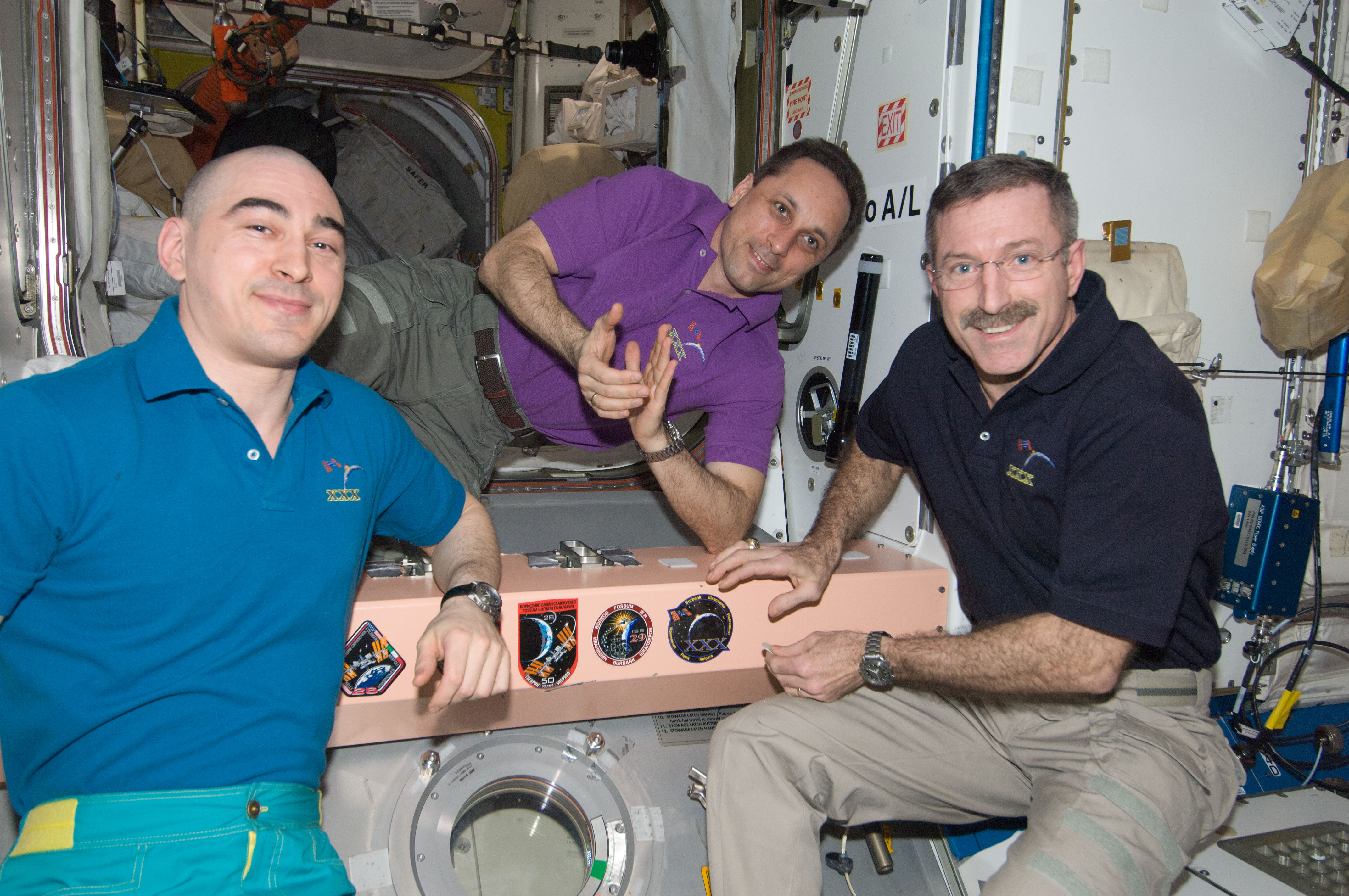
Ivanišin (sinistra) e gli altri membri della Sojuz TMA-22 nel modulo Unity

### Carriera come cosmonauta
Il 23 maggio 2003 venne selezionato come candidato cosmonauta del Centro di addestramento cosmonauti Jurij Gagarin (GCTC), completando l'addestramento generale dello spazio a giugno 2005. Fino al 2009 continuò l'addestramento avanzato di gruppo sui sistemi del Segmento orbitale russo della ISS. A dicembre 2010 e aprile 2011 ricoprì il ruolo rispettivamente di comandante e ingegnere di volo 1 dell'equipaggio di riserva della Sojuz TMA-20 e della Sojuz TMA-21. È un istruttore-cosmonauta di 1ª classe. Il 15 ottobre 2021 si ritira dal Corpo cosmonauti per concentrarsi sulle attività scientifiche.

#### Expedition 29/30
Partì per la sua prima missione spaziale a bordo della Sojuz TMA-22 il 14 novembre 2011 come ingegnere di volo 1 con i colleghi Anton Škaplerov e Daniel Burbank, per l'Expedition 29/30. Si trovava a bordo quando si presentò il pericolo di impatto detriti con la ISS il 24 marzo 2012; gli equipaggi della Sojuz TMA-22 e Sojuz TMA-03M che si trovavano in quel momento sulla ISS si rifugiarono nelle loro navicelle in attesa del passaggio del detrito che fortunatamente non colpì la Stazione. Il 27 aprile 2012, alla fine dell'Expedition 30, tornò sulla Terra atterrando nel Kazakistan.

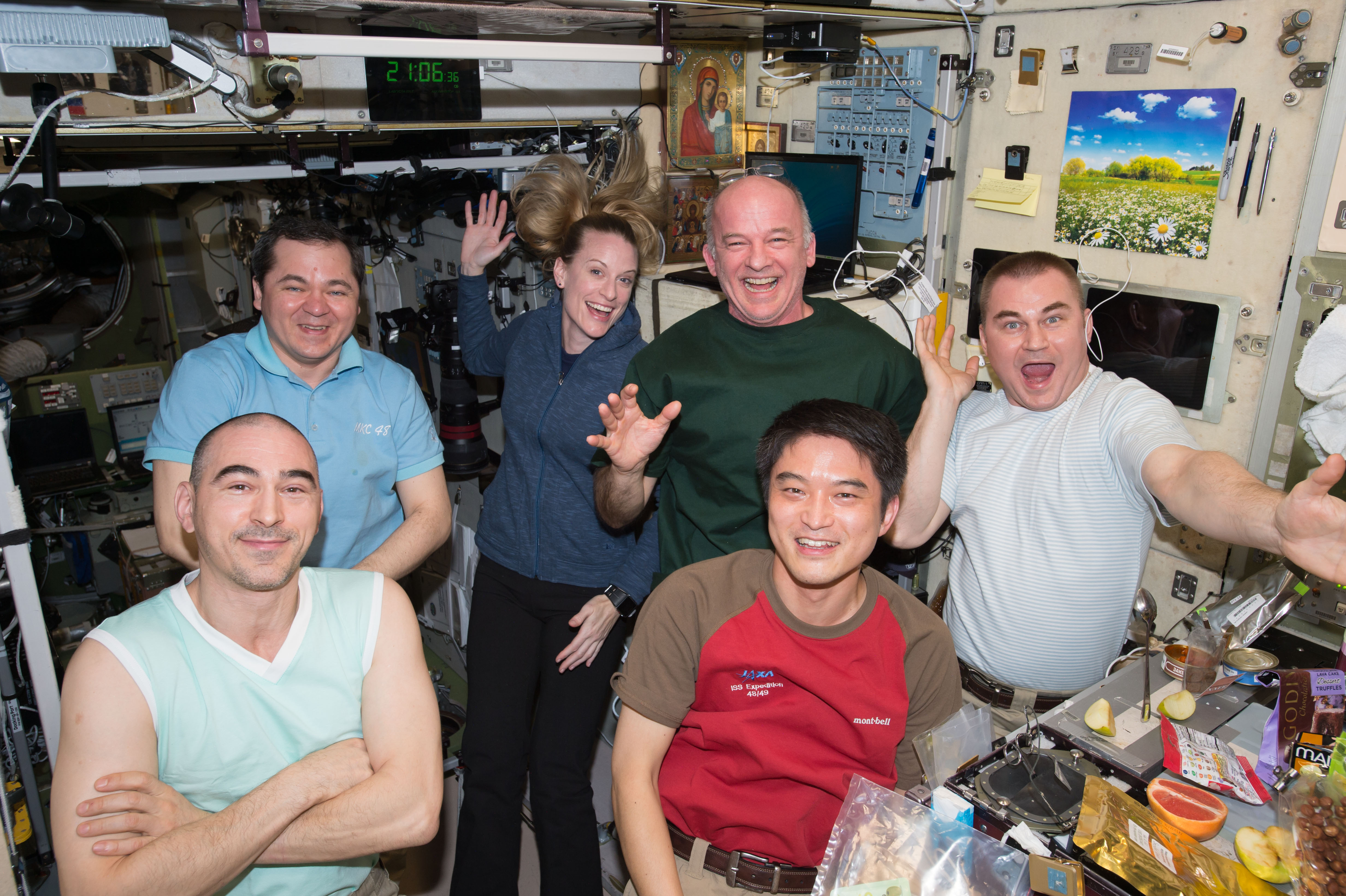
L'equipaggio dell'Exp 48 trascorre del tempo insieme

#### Expedition 48/49
A febbraio 2015 venne assegnato come comandante della Sojuz MS-01, ingegnere di volo dell'Expedition 49 e comandante dell'Expedition 50, insieme con i collegi Takuya Ōnishi e Kathleen Rubins, entrambi al loro primo volo. Tornò nello spazio il 7 luglio 2016 attraccando alla ISS due giorni dopo. Il 6 settembre, allo sgancio della Sojuz TMA-20M, divenne il comandante dell'Expedition 49. Atterrò in Kazakistan il 30 ottobre, concludendo con successo la missione.

#### Expedition 63
Ad aprile 2020 avrebbe dovuto ricoprire il ruolo di comandante dell'equipaggio di riserva della Sojuz MS-16 ma, a febbraio dello stesso anno, a causa dell'infortunio del comandante dell'equipaggio principale della Sojuz MS-16, Nikolaj Tichonov, sia lui che il suo ingegnere di volo, Ivan Vagner, vennero spostati dall'equipaggio di riserva a quello principale. Il 9 aprile 2020 partì dalla rampa 31/6 del Cosmodromo di Bajkonur a bordo di un lanciatore Sojuz 2.1a per partecipare all'Expedition 63 insieme a Vagner e a Christopher Cassidy. Fu la prima volta che una Sojuz veniva lanciata con un lanciatore Sojuz 2.1a. Dopo il ritorno sulla Terra della Sojuz MS-15, i tre membri della Sojuz MS-16 rimasero soli a bordo della ISS per diversi mesi. Fece ritorno sulla Terra il 22 ottobre 2020.

## Vita privata
Ivanišin è sposato con Svetlana Ivanišinova e hanno un figlio, Vladislav, nato nel 1993.